# Трояндова олія

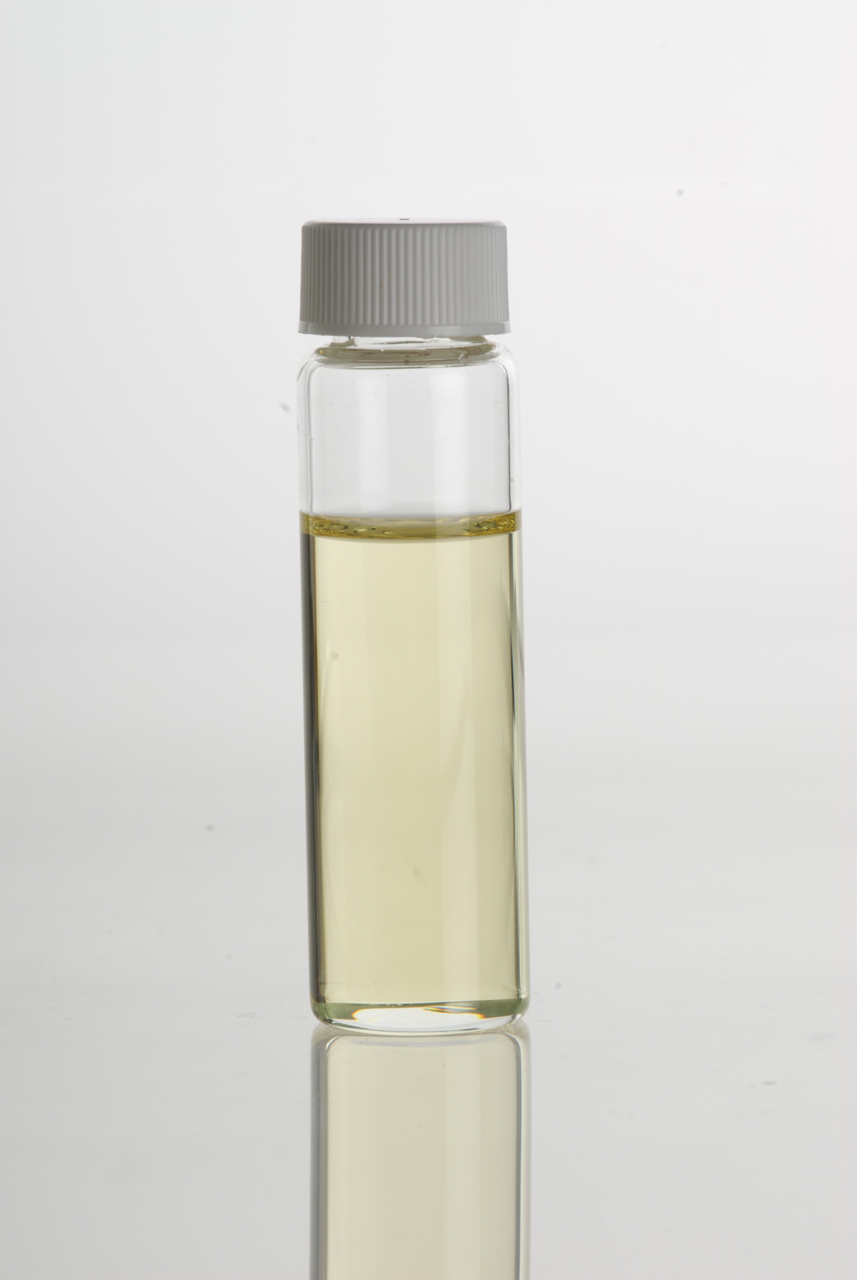
Трояндова олія

Трояндова олія (англ. oil of rose, otto of rose, лат. oleum rosae) - ефірна олія шипшини (троянди); отримують переважно паровою перегонкою пелюсток різних видів шипшини: шипшини Дамаску (Rosa damascena Mill.), шипшини вічнозеленої (Rosa sempervirens), шипшини мускусної (Rosa moschata), шипшини стогілчастої (Rosa centifolia L.) і інших, вирощуваних в Європі, Азії і Африці. Інший спосіб отримання рожевого ефірної олії - екстракційний - знайшов обмежене застосування. Найбільша частина екстракційної олії випускається в Україні (Крим), Молдові та Болгарії.

## Застосування
Трояндова олія має широке застосування в парфумерії при виготовленні помад, парфумів, трояндових есенцій тощо, в кондитерському виробництві (цукерки, напої та ін.) І нарешті в фармації (мазі, пластирі, краплі та ін.).
Запах трояндової олії має також 2-фенілетанол, який застосовується у парфумерії. 

## Олія трояндового дерева
Олія трояндового дерева (Rosenholzöl) має запах, що нагадує троянду. Його одержують перегонкою з водяною парою дерева і коріння Convolvulus scoparius, що росте на Канарських островах. Деревина містить близько 3% ефірної олії, на рубежі XIX - XX століть воно часто використовувалося для підробки трояндової олії. Олія, по Гладстону, містить  4  /  5  по вазі терпена C 10H16, киплячого при 249°.